# Blum Blum Shub
Blum Blum Shub (BBS) je jednoduchý generátor pseudonáhodných čísel z třídy kryptograficky bezpečný generátor pseudonáhodných čísel (CSPRNG). Název je odvozen od autorů, kteří popsali v roce 1986 (resp. 1982) jeho vlastnosti. Těmi jsou Lenore Blum, Manuel Blum a Michael Shub.
BBS používá rekurzivní formuli
xi = (xi-1)2 mod M
kde
- M je součin dvou velkých (tajných) prvočísel p a q, pro ta by mělo platit, že jsou
  - kongruentní 3 modulo 4
  - stejné délky[1]
- x0 je inicializační hodnota (seed), splňující
  - 0 < x0 < M
  - gcd(x0, M) = 1
- výstupem generátoru je bit získaný jako bitová parita čísla xi[2]

Výhodou generátoru je možnost přímo vypočítat xi:
xi = x2i mod λ(M)
0 mod M
kde λ je Carmichaelova funkce.
Blum Blum Shub je zajímavý spíše z teoretického hlediska a v praxi se příliš nepoužívá, kvůli malé rychlosti a nutnosti utajení p a q.